# Felsőmocsolád
Felsőmocsolád ist eine ungarische Gemeinde im Kreis Kaposvár im Komitat Somogy. Das langgestreckte Dorf liegt ca. 30 km nördlich von Kaposvár und ca. 30 km südlich vom Balaton.

Die alte Linde von Felsőmocsolád
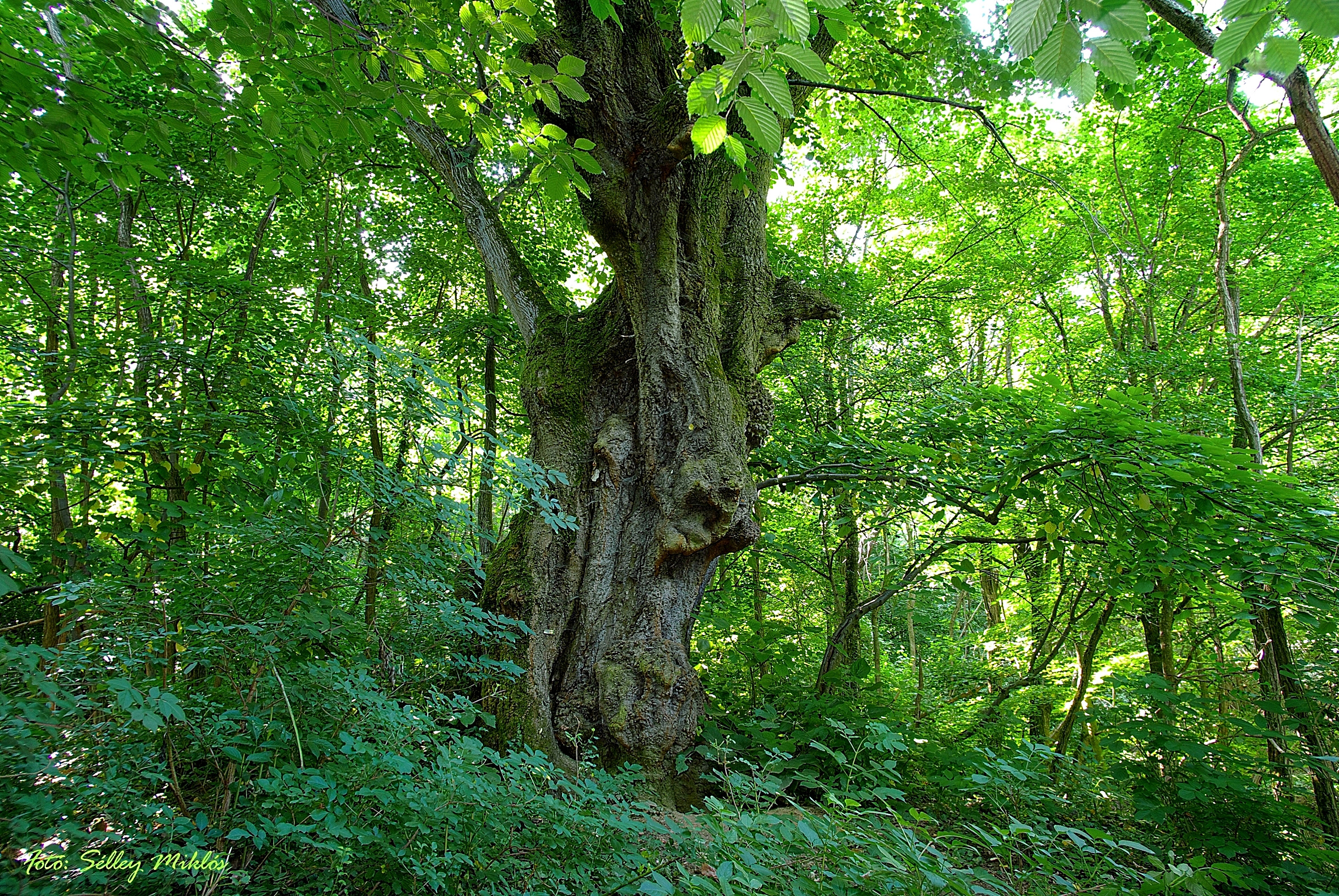
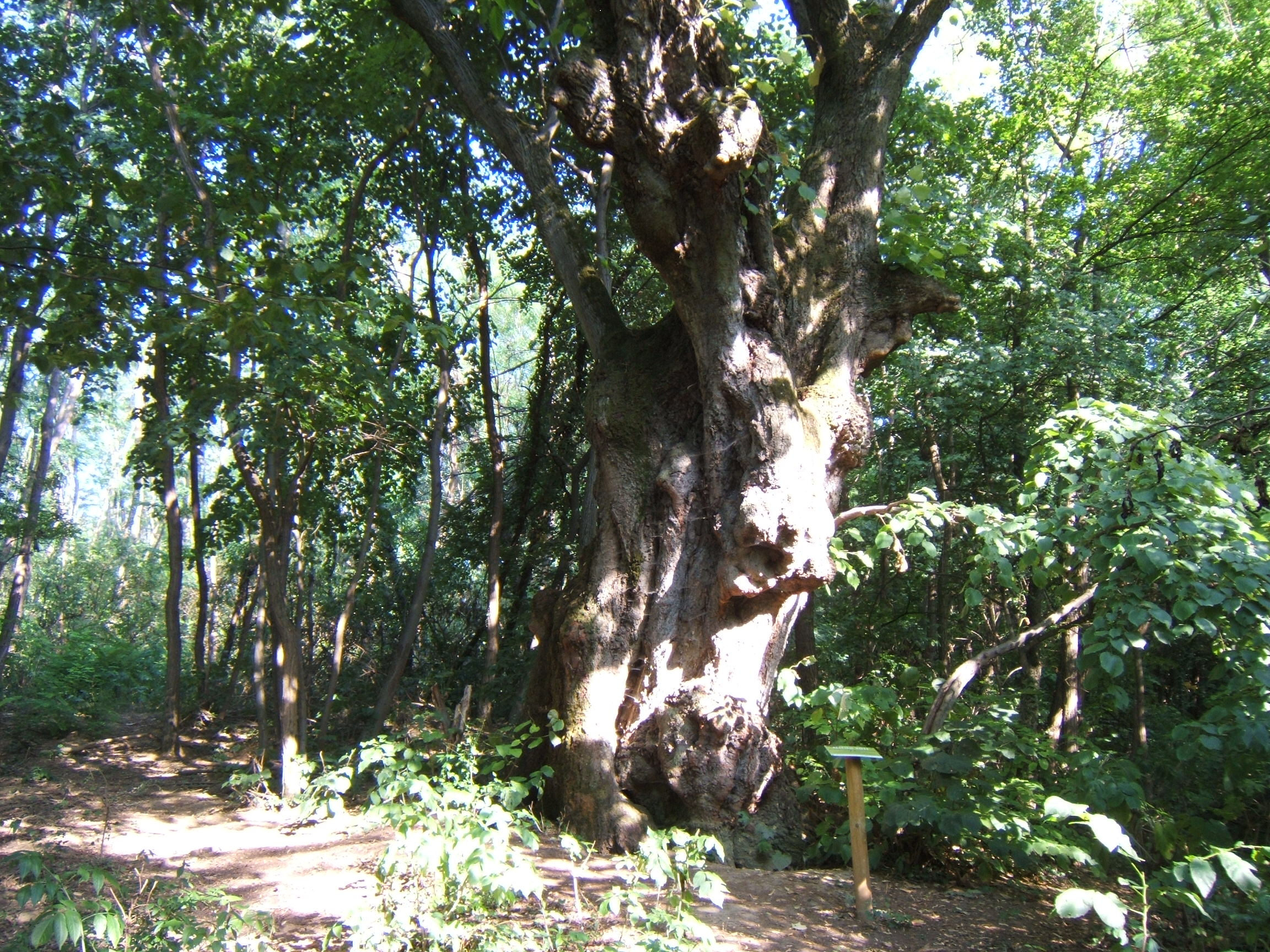

Bekannt wurde der Ort durch seine alte Linde (felsőmocsoládi öreg hárs), welche 2012 den Wettbewerb "Europäischer Baum des Jahres" gewann und im Buchenwald östlich der Ortschaft zu finden ist. ⊙